# Torn Sails
Torn Sails er en britisk stumfilm fra 1920 af A. V. Bramble.

## Medvirkende
- Milton Rosmer som Hugh Morgan
- Mary Odette som Gwladys Price
- Geoffrey Kerr som Ivor Parry
- Jose Shannon som Maud Owen
- Leo Gordon som Josh Howells
- Beatrix Templeton som Mrs. Price